# Медицинска школа Крушевац
Медицинска школа Крушевац је једна од установа државног средњег образовања на територији града Крушевца. Основана је 1948. године, када је почела са једним одељењем лекарских помоћница, а наредних година уписивала је онолико одељења колико је могло да се смести у интернат, јер је школа била интернатског типа.
Школске 1963/1964. године, школа проширује своју делатност отварањем одсека за лабораторијске техничаре. Од школске 1977/1978. године, почиње реформа средњег усмереног образовања, па се укидају стари програми медицинске школе и уводе нови програми за заједничке основе и друге фазе средњег усмереног образовања и васпитања. У процесу ове радикалне промене у педагошкој концепцији школе долази до удруживања у образовни центар „Боса Цветић”. Формирањем центра Медицинска школа је из Kосанчићеве улице (данашња зграда Геодетске управе) прешла у зграду Гимназије.
Медицинска школа је школске 1991/1992. године, поред одељења медицинских сестара-техничара уписала и једно одељење физиотерапеутског техничара и једно одељење личних услуга (мушки и женски фризер).
Октобра 1993. године, школа је пресељена у зграду Више школе за образовање васпитача, у којој је и данас.
Школске 1995/1996. године, уписане су прве генерације фармацеутског и козметичког техничара који су школске 1998/1999. године завршили школовање. Школске 2001/2002. године уписана је прва генерација зубних техничара, а школске 2010/11. године и прва генерација медицинских сестара-васпитача. На тај начин је заокружено профилисање школе, која данас школује ученике у одељењима медицинских сестара-техничара, зубних техничара, физиотерапеутских техничара, фармацеутских техничара, гинеколошко-акушерских сестара-техничара и медицинских сестара-васпитача.